# 오버알프 고개
오버알프 고개(로만슈어: Alpsu 또는 Cuolm d'Ursera, 독일어: Oberalppass)는 디젠티스/무쉬떼와 안데르마트 사이의 그라우뷘덴주와 우리주를 연결하는 스위스 알프스의 해발 2044m 고지에 있는 높은 산길이다.

## 동계 폐쇄
고개를 가로지르는 공공 도로는 겨울에 폐쇄된다. 하지만, 현재 마터호른 고트하르트 철도의 일부인 푸르카-오버알프 철도 노선은 일년내내 운행하며, 겨울에는 차량을 위한 제한된 셔틀을 제공한다. (예약 필수) 도로 폐쇄 시기는 강설량에 따라 달라지며, 10월 말에서 12월 초 사이가 통상적이다. 폐쇄된 도로는 봄에 열리며, 통상적으로 4월 말에서 5월 중순까지 열리지 않을 수도 있다.
겨울에는 스키 지역이 그라우뷘덴 쪽으로 확장되어 루에라스(Rueras) 근처의 디니(Dieni)와 투예치(Tujetsch) 지역로 이어지는 통로를 연결한다.

## 라인강의 근원
라인강은 오버알프 고개에서 2시간 동안 하이킹을 하면 접근할 수 있는 인근(토마호) 수원에서 샘솟는다. 오버알프 고갯길과 센다 수르실바나(Senda Sursilvana)라고 불리는 젊은 라인강을 가로지르는 여러 날 트레킹 루트가 이정표로 표시되어 있다.
오버알프 호수(Oberalpsee)는 안데르마트 방향으로 20m 아래에 있다.

## 철도역
오버알프 고개 도로 옆에 기차역이 있다. 오버알프 스키장의 기슭에 있다. 역은 마터호른 고트하르트 철도가 소유하고 운영한다. 3개의 플랫폼이 있으며, 그중 하나는 안데르마트발 베이 플랫폼이며, 겨울에는 종종 폐쇄된다. 역의 양쪽에 있는 철도는 단일 노선이므로 오버알프 고개는 중요한 통과 장소이다. 역은 마터호른 고트하르트 철도 네트워크에서 가장 높은 지점이다.

## 스키 지역
오버알프 고개는 고트하르트 오버알프 아레나의 일부인 오버알프 스키장을 지나간다.
현재 스키 지역은 고트하르트 오버알프 아레나의 일부인 인접 산인 네첸(Nätschen)과 연결할 계획이 있다.

## 갤러리

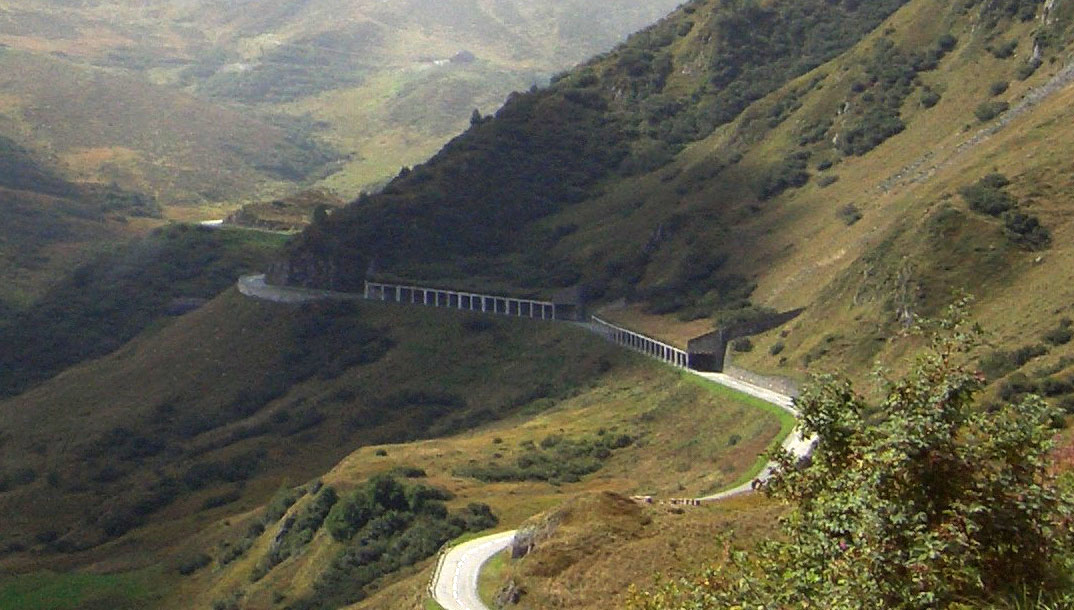
오버알프 고개
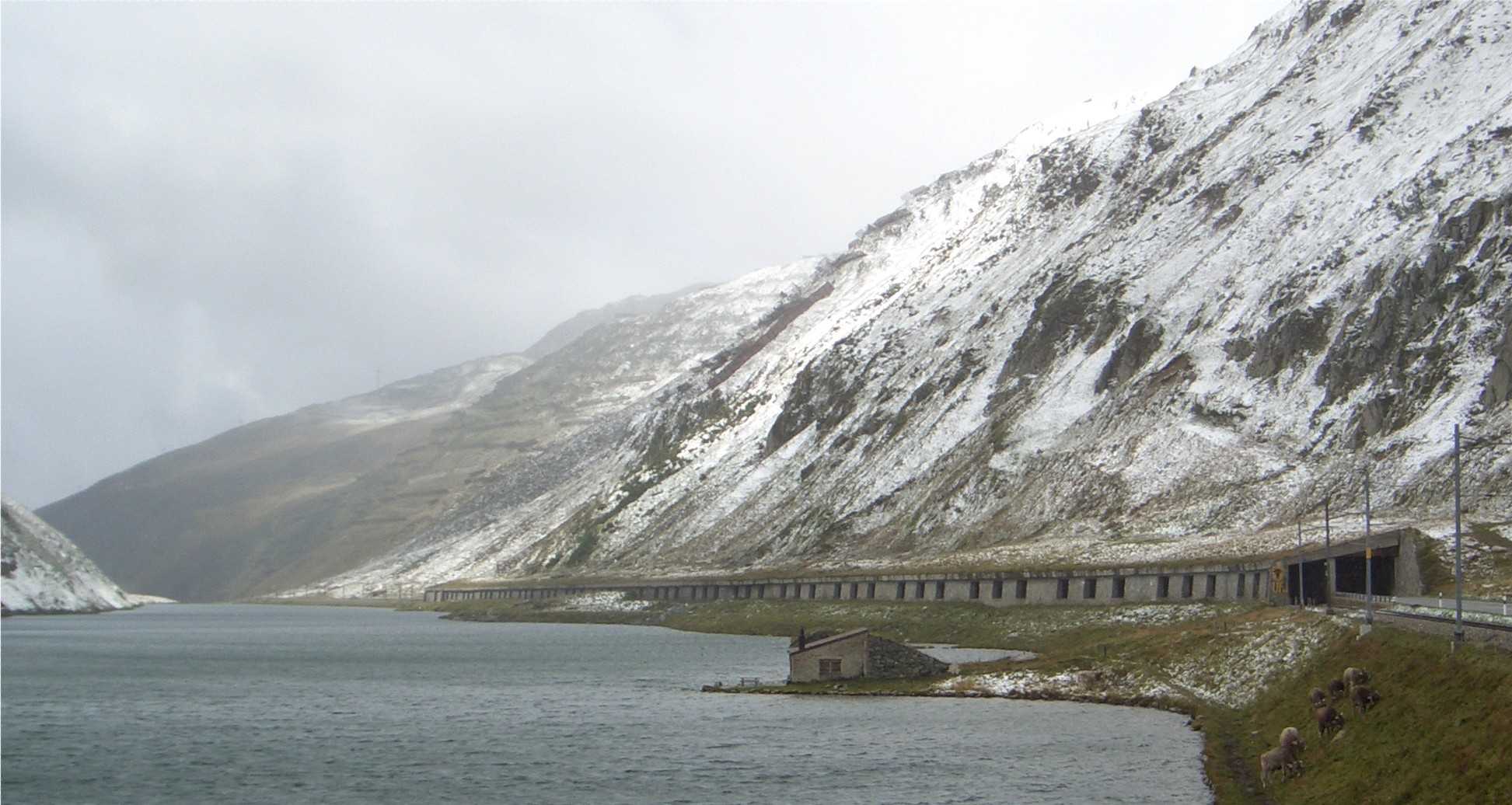
오버알프 호수와 철로/도로 보호 터널
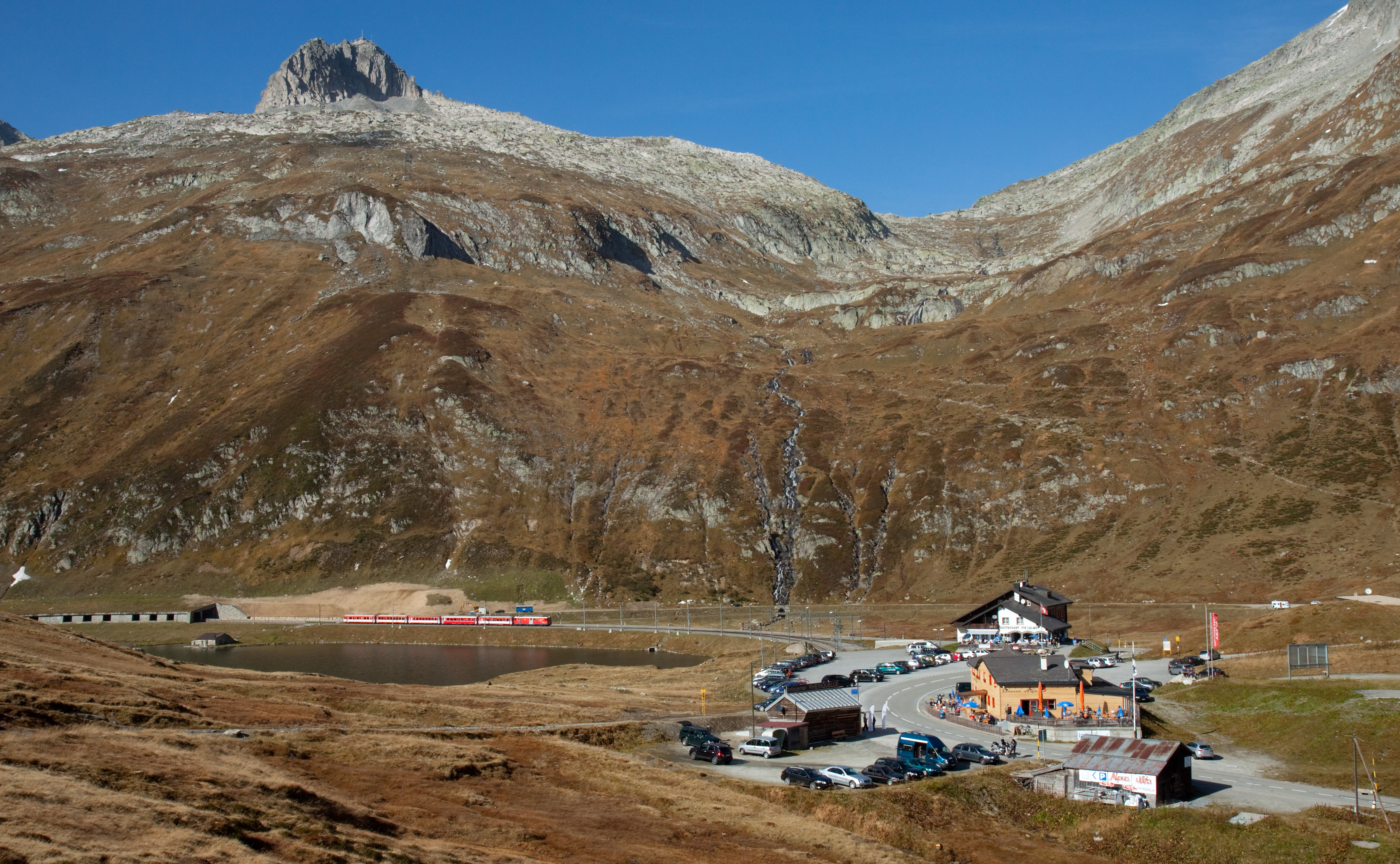
도로의 정상 (철로는 짧은 터널을 이용)
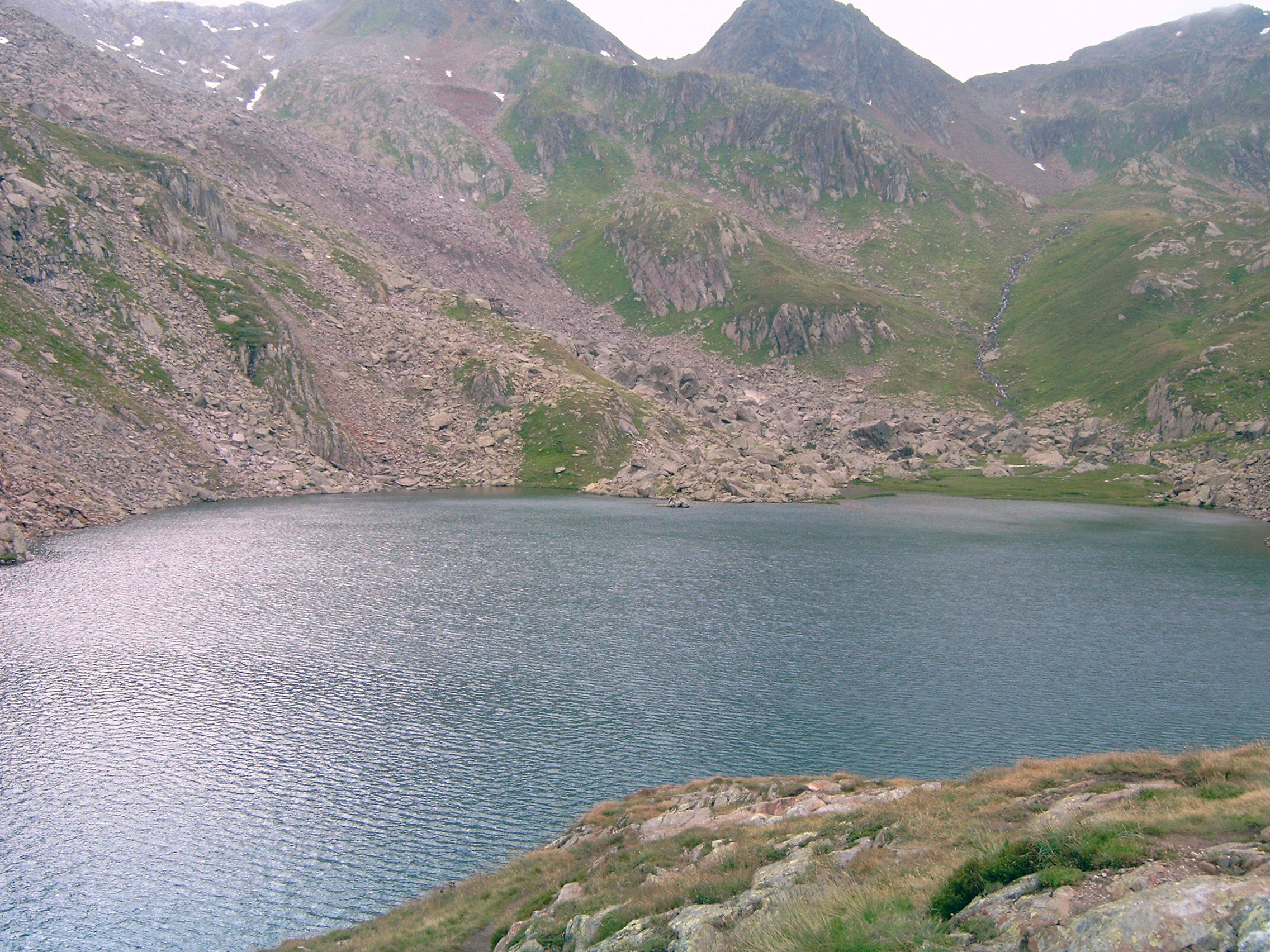
토마호
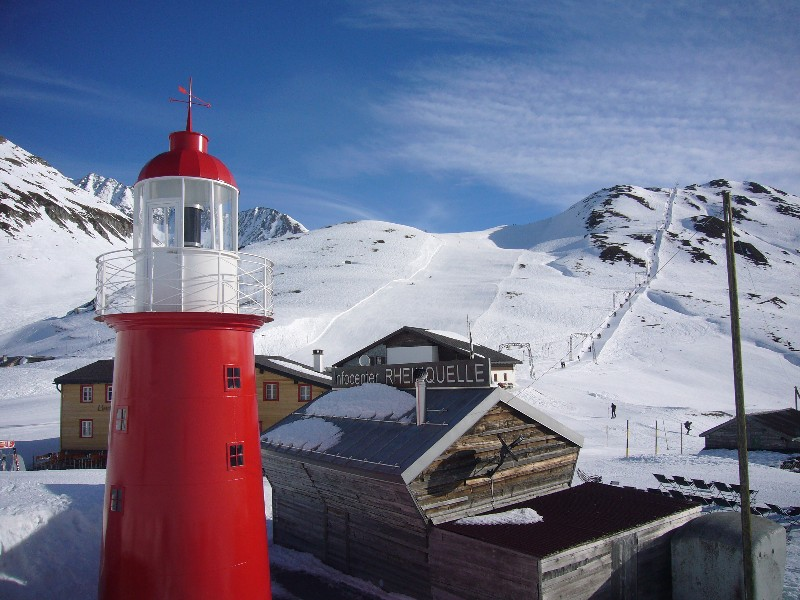
겨울의 오버알프